# 문화재 사랑 어린이 창작동요제
문화재 사랑 어린이 창작동요제는 2011년에 개최된 문화재청이 주최하는 관계로 예선을 거친뒤, 본선에 오르게 된다. 2011년에 한 차례만 개최되었다.
2011년 시작된 문화재사랑 어린이 창작동요제는 매년 2월 10일을, '문화재 방재의 날'로 정해 문화재를 아끼고 사랑하자는 취지로 동요제를 개최하였으며, 어린이들의 동심과 문화재사랑을 일깨워주는 신선한 소재로, 어린이들의 동심을 일깨워주는 동요잔치였다.
일시:  2011년 2월 10일 오후 4:00 [녹화방송]

장소:  국립중앙박물관 극장 용

사회:  오주은, 박준형, 가애란

심사위원:
김방옥(동요 작곡가)

최상호(테너, 한국예술종합학교 성악과 교수) 

박영률(시인 '사상과 문학' 발행인)

오태석(연극연출가, 서울예술대학 교수)

엄승용(문화재청 정책국장) 

인기상 심사단(양주광숭초등학교 어린이 50명) - 인기상 심사

시상내역:

- 가창상*

최우수상(문화체육관광부장관) 상금200만원, 상패 

우수상(문화재청장) 상금150만원, 상패 

장려상(문화재청장) 상금100만원, 상패 

인기상(문화재청장) 상금70만원, 상패 

- 특별상*

작곡상1팀(문화재청장) 상금70만원, 상패(중복수상가능)

작사상1팀(문화재청장) 상금70만원, 상패(중복수상가능)

지도교사1팀(문화재청장) 상금70만원, 상패(중복수상가능)

입선(가창상,특별상외) 상패

예선에 169곡이 접수되어, 예선을 거쳐, 본선에 12곡이 오름.
| 참가번호 | 곡명                             | 작사   | 작곡   | 가창자 | 비고                         |
| -------- | -------------------------------- | ------ | ------ | --- | ---------------------------- |
| 1        | 아빠와 여행                      | 김준석 | 은지영 | 김하경 (대구 강동초등학교 2학년)                                                                                       |                              |
| 2        | 반가사유상의 미소                | 홍영아 | 강수아 | 포도나무 중창단 김진수, 김나영, 이소희, 이효정, 이지은, 김동현, 권소정, 고나은, 김희서(서울 대명초등학교 외)           | 작사상, 지도교사상, 최우수상 |
| 3        | 북청사자놀이                     | 박주만 | 박주만 | 안가을 (경기 성남 서현중학교 1학년)                                                                                    | 장려상, 인기상               |
| 4        | 한글로 만든 첫 노래 '용비어천가' | 정수은 | 윤학준 | 꿈을 그리는 소리요정 여희진, 주예진, 오하연, 성영민, 윤가희, 한지수, 이하경, 목영준, 곽규현(충북 청주 남평초등학교 외) |                              |
| 5        | 사랑해요 숭례문                  | 박수진 | 김애경 | 김나영 (서울 잠원초등학교 2학년)                                                                                       |                              |
| 6        | 함께 행복해지는 세상             | 정수은 | 임수연 | 태양의 아이들 최유정, 황경아, 황경윤, 배다영, 이수진, 김현진, 진수빈, 이민서, 홍지윤                                   | 작곡상                       |
| 7        | 문화재 여행                      | 이수경 | 최세미 | 임찬희 (경기 오산 운산초등학교 3학년)                                                                                  |                              |
| 8        | 그리운 숭례문                    | 박수진 | 이은수 | 신용산 중창단 김현, 한가연, 이승민, 맹유진(서울 신용산초등학교)                                                        |                              |
| 9        | 오천년 문화재 널뛰기             | 김종영 | 이성복 | 이윤서 (경기 군포 신흥초등학교 5학년)                                                                                  | 우수상                       |
| 10       | 사랑의 향기                      | 김정임 | 김진숙 | 장하연(경기 수원 배양초등학교 5학년) 김현진(경기 용인 성복초등학교 4학년)                                              |                              |
| 11       | 우리가 받은 선물                 | 김진주 | 김진주 | 유정윤 (경기 파주 임진초등학교 3학년)                                                                                  |                              |
| 12       | 우리 악기 만나보자               | 박경진 | 박경진 | 조성윤 (경기 성남 늘푸른중학교 1학년)                                                                                  |                              |

## 같이 보기
- 문화재청